# Regstrup Station
Regstrup Station er en dansk jernbanestation i Regstrup.
Tirsdag den 6. januar 1998 omkring kl. 08.00 kolliderede to persontog nordøst for stationen. 

## Togforbindelser
Stationen betjenes på hverdage, uden for myldretiden med:
- 1 tog pr. time mod Kalundborg
- 1 tog pr. time mod København H / Østerport